# Cunday
Cunday là một khu tự quản thuộc tỉnh Tolima, Colombia. Thủ phủ của khu tự quản Cunday đóng tại Cunday Khu tự quản Cunday có diện tích 518 ki lô mét vuông. Đến thời điểm ngày 28 tháng 5 năm 2005, khu tự quản Cunday có dân số 11440 người.